# 丁克蘭
丁克蘭（荷蘭語：Dinkelland）是荷蘭的一個市镇，位於荷蘭東部，在行政區劃上屬於上愛塞省。該地曾名為代讷坎普（Denekamp），在2002年改為現名。

## 外部連結
- 维基共享资源上的相關多媒體資源：丁克蘭
- Official website（页面存档备份，存于） （荷兰文）